# Опарино
Опа́рино — посёлок городского типа в Кировской области России, административный центр Опаринского района и Опаринского городского поселения.

## География
Посёлок расположен около реки Осиновка, близ её впадения в Лузу, в 178 км от Кирова.

## История
Основан в 1899 году при строительстве Пермь — Котласской железной дороги как станция Опарино, расположенная в северо-восточной части Никольского уезда Вологодской губернии. Во времена Столыпинской реформы Опарино становится местом компактного проживания эстонцев и ингерманландских финнов.
В 1924 году село Опарино стало районным центром вновь образованного Опаринского района Северо-Двинской губернии (с 1929 года — в составе Северного края, с 1936 года — в составе Северной области, и с 1937 года — в составе Архангельской области). Указом Президиума Верховного Совета РСФСР от 17 января 1941 года район был передан из Архангельской области в состав Кировской области. В 1942 году селу Опарино был присвоен статус рабочего посёлка. 1 декабря 1959 года Опаринский район был ликвидирован и его территория включена в состав Мурашинского района.
Указом Президиума Верховного Совета РСФСР от 1 февраля 1963 года поселок включён в состав Мурашинского промышленного района.
С 30 декабря 1966 года — административный центр вновь образованного Опаринского района.
С 1 января 2006 года согласно Закону Кировской области от 07.12.2004 № 284-ЗО посёлок является центром Опаринского городского поселения.

## Население
| 1959  | 1970  | 1979  | 1989  | 2002  | 2009  | 2010  |
| ----- | ----- | ----- | ----- | ----- | ----- | ----- |
| 6485  | ↗6576 | ↗6880 | ↘5862 | ↘5142 | ↘4355 | ↗4440 |
| 2012  | 2013  | 2014  | 2015  | 2016  | 2017  | 2018  |
| ↘4287 | ↘4190 | ↘4083 | ↘3971 | ↘3911 | ↘3887 | ↘3785 |
| 2019  | 2020  | 2021  |       |       |       |       |
| ↘3720 | ↘3580 | ↗3891 |       |       |       |       |

## Транспорт
В посёлке находится железнодорожная станция Опарино, расположенная на участке Киров — Котлас Горьковской железной дороги. Станция открытая для пассажирских и грузовых перевозок, обслуживает пассажирские поезда, следующие до Воркуты, Котласа, Кирова, Нижнего Новгорода, Адлера, а также пригородные поезда до Кирова и Пинюга.
Автомобильное сообщение с городом Кировом осуществляется по автомобильной дороге «Вятка» и далее по строящейся автодороге Киров — Котлас — Архангельск.
В посёлке находится главная станция Опаринской узкоколейной железной дороги, принадлежащей лесопромышленному предприятию. Дорога ведёт в северо-восточном направлении в Республику Коми. На 32-м километре находится посёлок Чурсья, входящий в состав Опаринского городского поселения.

## Климат
Климат умеренный континентальный.
| Показатель | Янв.  | Фев.  | Март  | Апр. | Май   | Июнь | Июль | Авг. | Сен. | Окт. | Нояб. | Дек.  | Год   |
| --- | ----- | ----- | ----- | ---- | ----- | ---- | ---- | ---- | ---- | ---- | ----- | ----- | ----- |
| Абсолютный максимум, °C | 4,4   | 6,1   | 16,1  | 26,5 | 30,7  | 33,0 | 35,3 | 34,6 | 28,8 | 22,0 | 11,4  | 7,2   | 35,3  |
| Средняя температура, °C | −13,6 | −11,9 | −5,1  | 2,7  | 9,7   | 14,7 | 17,1 | 14,0 | 8,4  | 1,7  | −5,3  | −10,7 | 1,5   |
| Абсолютный минимум, °C | −46,6 | −42,8 | −37,8 | −25  | −11,1 | −4,3 | 0,5  | −2,2 | −5,6 | −20  | −36,1 | −46   | −46,6 |
| Норма осадков, мм | 40    | 30    | 33    | 38   | 61    | 73   | 84   | 75   | 60   | 65   | 53    | 46    | 658   |
| Источник: Опарино, Российская Федерация. Архив климатических данных. Дата обращения: 22 апреля 2012. Архивировано 15 мая 2012 года. |       |       |       |      |       |      |      |      |      |      |       |       |       |

## Родившиеся в Опарино
- Козлов, Алексей Михайлович (1934—2015) — советский разведчик-нелегал, Герой Российской Федерации (2000).
- Лийв, Валерий Рихардович (эст. Valeri Liiv) — токарь производственного объединения «Таллэкс», Герой Социалистического Труда, народный депутат трёх созывов Верховного Совета СССР[20].
- Елена Блиновская(1981-) Блогер, предприниматель, создательница «Марафона Желаний»

## Статьи
- Сегодня открыто движение по автодороге Киров — Опарино (недоступная ссылка — история)., Газета Вести. Вятка, 11 ноября 2010